# Stadion Letná
A Stadion Letná (kiejtése: [ˈstadjon ˈlɛtnaː], hivatalos nevén: epet ARENA) labdarúgóstadion Prágában. Itt játssza hazai mérkőzéseit a Sparta Praha klubcsapata és a cseh nemzeti válogatott is. Befogadóképessége 18 887 férőhely.

## Története
Az ezen a helyen álló első, fából készült stadion 1921-ben nyitotta meg kapuit, 1930-ban pedig helyszíne volt a 3. Női világjátékoknak. 1934-ben azonban egy tűzvészben jó része leégett, és helyén új, javarészt vasbetonból épült lelátó készült 1937-re. 1969-ben az összes lelátó vasbeton szerkezetűre lett cserélve, a stadion befogadóképessége pedig 35 880 főre nőtt.
1994-ben kilenc hónapon át tartó átépítéssel a stadion a nemzetközi szabványok szerinti állapotba került, felszámolták a futópályát és az összes nézőtéri helyet ülőhelyekké alakították.
A Letná számos válogatott mérkőzésnek helyszíne volt. 1989 októberében 34 000 néző előtt győzte le itt a csehszlovák válogatott a svájciakat az 1990-es világbajnokság selejtezőjében. Csehszlovákia felbomlása után a cseh válogatott mérkőzéseinek volt helyszíne, 1995-ben például itt győzött a csapat az 1996-os Eb selejtezőiben Hollandia és Norvégia ellen.
A stadionban 2001 óta fűthető a gyep, vízelvezetéssel alácsövezett a pálya egésze.

## Elnevezései
- 1917–2003: Letná Stadium
- 2003–2007: Toyota Arena
- 2007–2009: AXA Arena
- 2009–2020: Generali Arena
- 2020–2022: Generali Česká pojišťovna Arena
- 2022–0000: epet ARENA